# Поцит (Варезе)
Поцит је насеље у Италији у округу Варезе, региону Ломбардија.
Према процени из 2011. у насељу је живело 9 становника. Насеље се налази на надморској висини од 396 м.